# Tom Priestley (Filmeditor)
Tom Priestley (* 22. April 1932 in London; † 25. Dezember 2023) war ein britischer Filmeditor und Soundeditor. 

## Leben
Priestley war der Sohn des Schriftstellers John Boynton Priestley. Er begann seine Laufbahn als Schnittassistent in den frühen 1960er Jahren. Ab 1964 war er als eigenständiger Filmeditor tätig. Zudem wirkte er mehrmals als sound editor (Tongestalter). Als Filmeditor war er bei mehr als 20 Produktionen für den Schnitt verantwortlich. 
Im Jahr 1966 erhielt er für Protest eine Auszeichnung mit dem British Academy Film Award in der Kategorie Best British Film Editing.
Für seine Arbeit an Beim Sterben ist jeder der Erste wurde Priestley 1973 für den Oscar in der Kategorie Bester Schnitt nominiert. Zudem erhielt er eine Nominierung für den British Academy Film Award. 
Nach dem 1987 produzierten Film Die letzten Tage in Kenya zog sich Priestley aus dem Filmgeschäft zurück und kümmerte sich um die literarische Hinterlassenschaft seines Vaters. Unter seiner Mitwirkung entstand 1997 die J.B. Priestley Society, deren Vorsitzender er auch war.
Sein Sohn Tom Priestley junior ist als Kameramann tätig. 

## Filmografie (Auswahl)
- 1964: Ach, du lieber Vater (Father Came Too!)
- 1966: Protest (Morgan: A Suitable Case for Treatment)
- 1967: Die Verfolgung und Ermordung Jean Paul Marats dargestellt durch die Schauspielgruppe des Hospizes zu Charenton unter der Anleitung des Herrn de Sade (Marat/Sade)
- 1967: Jede Nacht um neun (Our Mother’s House)
- 1968: Isadora
- 1970: Leo, der Letzte (Leo the Last)
- 1972: Beim Sterben ist jeder der Erste (Deliverance)
- 1974: Der große Gatsby (The Great Gatsby)
- 1975: Bleib mir ja vom Leib (That Lucky Touch)
- 1975: Der rosarote Panther kehrt zurück (The Return of the Pink Panther)
- 1976: Reise der Verdammten (Voyage of the Damned)
- 1977: Exorzist II – Der Ketzer (Exorcist II: The Heretic)
- 1978: Son of Hitler
- 1979: Tess
- 1980: Times Square – Ihr könnt uns alle mal (Times Square)
- 1982: A Shocking Accident (Kurzfilm)
- 1983: Another Time, another Place
- 1984: 1984
- 1987: Die letzten Tage in Kenya (White Mischief)